# グレーテルのかまど
『グレーテルのかまど』は、NHK Eテレで放送されているスイーツ（お菓子）にまつわる物語や誕生のドラマや実際の作り方を視聴者に紹介する教養番組である。2011年7月30日にパイロット放送され、同年10月8日よりレギュラー放送を開始した。

## 概要
番組の設定はグリム童話の『ヘンゼルとグレーテル』にちなんだもの。メインナビゲーターの瀬戸康史は「15代ヘンゼル」、その姉がグレーテルという設定となっている。番組はヘンゼルと代々伝わるかまどの火（キムラ緑子）とのアドリブも交えた掛け合いを行いながらのスイーツ調理と試食がメインとなる。題材となるスイーツは物語や人物、都市等ににちなんだものであり、物語や人物に関するエピソードを伝えるVTRが合間に流れる。基本的に家庭にあるような材料でも作れるお菓子の作り方を視聴者に紹介する、ということが隠れたテーマになっている。
辻調グループ校が制作監修を担当している。
24分の長さの定期放送が基本であるが、季節ごとに過去放送分を編集した特集や、5分のショートバージョン（『グレーテルの小さなかまど』）もあり、さらに総合テレビ平日朝の生活情報番組『あさイチ』で、過去放送回のダイジェスト版（10分程度）が9時台終盤に放送されることもある。また本放送時にもアンコール放送として、過去回の再放送が行われることもある。

## 放送時間
特に断りが無い場合はEテレでの放送。時刻は日本標準時。

### 現在
- 本放送：月曜日 22:00 - 22:25（2016年4月4日より）
- 再放送：金曜日 13:10 - 13:35（本放送から4日後。2022年4月8日より）
- 再放送：月曜日 11:05 - 11:30（本放送から7日後。総合にて2024年4月1日より）
- 再放送：水曜日 15:10 - 15:35（本放送から9日後。2024年4月3日より）
  - 総合テレビの放送は、祝日、国会中継時、高校野球などのスポーツ中継時は休止。

### 過去

#### 本放送
- 2011年10月8日 - 2012年3月31日：土曜日 21:30 - 21:54
- 2012年4月7日 - 2013年3月23日：土曜日 22:00 - 22:24
- 2013年4月5日 - 2016年3月25日：金曜日 21:30 - 21:54

#### 再放送
- 2011年10月14日 - 2012年3月30日：金曜日 11:00 - 11:24
- 2012年4月2日 - 2013年3月25日：月曜日 10:30 - 10:54
- 2013年4月4日 - 2014年4月3日：木曜日 12:25 - 12:49
- 2014年4月9日 - 2015年4月2日：水曜日 0:00 - 0:24、木曜日 12:25 - 12:49
- 2015年4月8日 - 2016年3月30日：水曜日 10:30 - 10:54
- 2016年4月6日 - 2018年3月21日：水曜日 10:25 - 10:49
- 2018年4月2日 - 2022年3月21日：月曜日 10:25 - 10:49
- 2020年3月27日 - 2020年8月21日：金曜日 11:05 - 11:29（総合）
- 2020年9月30日から2024年3月末：水曜日 11:05 - 11:29（総合）

## 出演者
15代目ヘンゼル - 瀬戸康史
本作のホスト兼パティシエを務める青年。いつも仕事で外出中の姉・グレーテルのためにスイーツを作る。
「初代ヘンゼルから数えて15代目」という意味で15代目ヘンゼルを名乗る。
グレーテル（出演・声なし）
ヘンゼルの姉。常に仕事で留守にしている。
キッチンの黒板に毎回自身の独り言や要望を書き置きしており、その書き置きからヘンゼルが思いついたスイーツ作りをする。番組終盤、スイーツが完成するタイミングで帰宅して家のインターホンを鳴らす。そして、ヘンゼルが「姉ちゃん、おかえり!」とのセリフと共に出迎えにいく、という演出が毎回なされる。
2021年12月6日放送分で、初めてキッチンに立ち、弟のためにビュッシュ・ド・ノエルやパブロバ等を作った（ただし、従来通り出演は無く、ヘンゼルとかまどはその間にリビングに移動し、過去に紹介した各国のクリスマススイーツの振り返りをするという内容であった）。
かまど - キムラ緑子（声）
普段はヘンゼルの家の台所にある古いかまどの中にいる火。ヘンゼルからは「かまど」と呼ばれる。
姉弟の祖先である「初代ヘンゼルとグレーテルを救った」と公言しているが、番組中でこのかまどを使って調理をすることはない。
かまどから外に出ることが可能で、2012年夏SPではランタンの中に入って移動、2013年7月12日放送分では自力で台湾まで飛んで移動した。時間を経過させたり（例：1日寝かすレシピの場合、瞬時に1日経過させる）、物質（例：あらかじめ下準備した材料など）を出現させる力も持っており、2015年1月23日放送分では東儀秀樹をキッチンに召喚している。
2018年4月2日放送分では「バッキンガム宮殿のかまどは友人」と語っている。
ナレーション - キムラ緑子
VTR部分・次回予告を行うが、かまどの役柄とは別扱い。

## テーマ曲
エンディングテーマ
- D☆DATE「See you later・・・Good night」（2011年7月 - 2016年3月）
- コルテモニカ「Yum yum yummy」
- 赤い公園「黄色い花」（2016年4月 - 2017年3月）[5]
- Little Glee Monster「幸せのかけら」（2017年4月 - 2021年3月）[6]
- LUCKY TAPES「22」（2021年4月 - 2023年3月）
- Little Glee Monster「Heart feels...」（2023年4月 - ）

## 関連書籍
- NHK｢グレーテルのかまど｣制作チーム『あの人が愛した、とっておきのスイーツレシピ』大和書房、2012年9月､ISBN 978-4-479-92052-6